# Bakersfield, Vermont
Bakersfield är en kommun (town) i Franklin County i delstaten Vermont, USA. Vid folkräkningen år 2000 bodde 1 215 personer på orten. Den har enligt United States Census Bureau en area på totalt 115,6 km², varav 0,1 km² är vatten.  